# Botanophila fumidorsis
Botanophila fumidorsis este o specie de muște din genul Botanophila, familia Anthomyiidae. A fost descrisă pentru prima dată de Ackland în anul 1967. Conform Catalogue of Life specia Botanophila fumidorsis nu are subspecii cunoscute.